# Tarnee White
Tarnee White (n. 17 octombrie 1981, Redcliffe Peninsula⁠(d), Queensland, Australia) este o înotătoare ce a reprezentat Australia, medaliată olimpică. A participat la 2 ediții ale Jocurilor Olimpice (2000, 2008) în care a câștigat două medalii de aur și două medalii de argint.